# Honorina Zorrilla
Honorina Zorrilla González (Villarrica, Paraguay, 20 de marzo de 1949-Villarica, 19 de julio de 2023) fue una bailarina, profesora y filósofa paraguaya. 
Primera profesora de danza de la escuela municipal de Villarrica, directora del centro cultural municipal de Villarrica.

## Biografía
Honorina Zorrilla González nació un 20 de marzo de 1949 en Villarrica hija natural de Elida González y Feliciano Zorrilla López.
Fue bailarina, propulsora de la cultura en su ciudad natal; fue magíster, profesora de Filosofía y Ciencias Humanas en la Universidad Católica Nuestra Señora de la Asunción Campus Guaira; fue la primera profesora de la creada escuela Municipal de Villarrica; durante cinco años se desempeñó como directora del centro cultural municipal de Villarrica; fue miembro activo del Club de Leones de Villarrica promoviendo la cultura.
Musa inspiradora de otros artista Honorina Jeroky y Lagrimas de Honorina.
Falleció el 19 de julio de 2023 a los 74 años, en su ciudad natal de Villarrica.